# Камані
Камані (Каманіш) (*д/н — бл. 760 до н. е.) — цар міста-держави Каркемиш близько 815—760 роках до н. е.

## Життєпис
Син царя Астіруви. після смерті батька близько 815 року до н. е. з огляду на малий вік Камані владу перебрав євнух Ясірі. Останній розпочав активні дипломатичні відносини з Єгиптом, Фригією, Лідією, Урарту, Вавилонією, фінікійськими містами, Табалом. При цьому не виступав проти Ассирії. Мирна політика сприяла відродженню економіки та поверненню Каркемишу статусу торгівельного центру.
Продовжив політику Ясірі щодо зведення укріплень, забезпечення торгівельних шляхів, розбудови міст. Зберігав мирні відносини з усіма сусідами, не повставав проти Ассирії. Він також придбав територію, яка раніше належала місту Канапу. На цій території він заснував місто Камана.
Ймовірно, за декілька років до смерті фактично відмовився від ассирійської залежності. Помер близько 1760 року до н. е. На той час його син Туваршай, напевне, вже помер. Трон спадкував онук, небіж або брат Камані — Састура.